# Tharp (cráter)
Tharp es un pequeño cráter de impacto situado en el hemisferio sur de la cara oculta de la Luna. Entre las formaciones más próximas a Tharp se encuentran los cráteres Pavlov al noroeste; Holetschek en el este-noreste; Seidel en el este-sureste y Jules Verne en el sur.
|  |

Su contorno es casi circular, con una cornisa en la parte suroeste, posiblemente formada por la confluencia de dos cráteres. Su brocal aparece alisado, con un alto albedo. En el fondo del cuenco aparecen una serie de marcas, aunque sin estructuras notables.
Debe su nombre a la geóloga y oceanógrafa Marie Tharp (1920-2006), homenajeada por la Unión Astronómica Internacional según una resolución aprobada el 30 de marzo de 2015.